# Бургос (Сардиния)
Бургос (итал. Burgos, сард. Su Burgu) — коммуна в Италии, располагается в регионе Сардиния, в провинции Сассари.
Население составляет 1068 человек (2008 г.), плотность населения составляет 59 чел./км². Занимает площадь 18 км². Почтовый индекс — 7010. Телефонный код — 079.
Покровителем коммуны почитается святой Антоний Великий, празднование 17 января.

## Демография
Динамика населения:

## Администрация коммуны
- Официальный сайт: